# Pfarrkirche Kirchbach in Steiermark

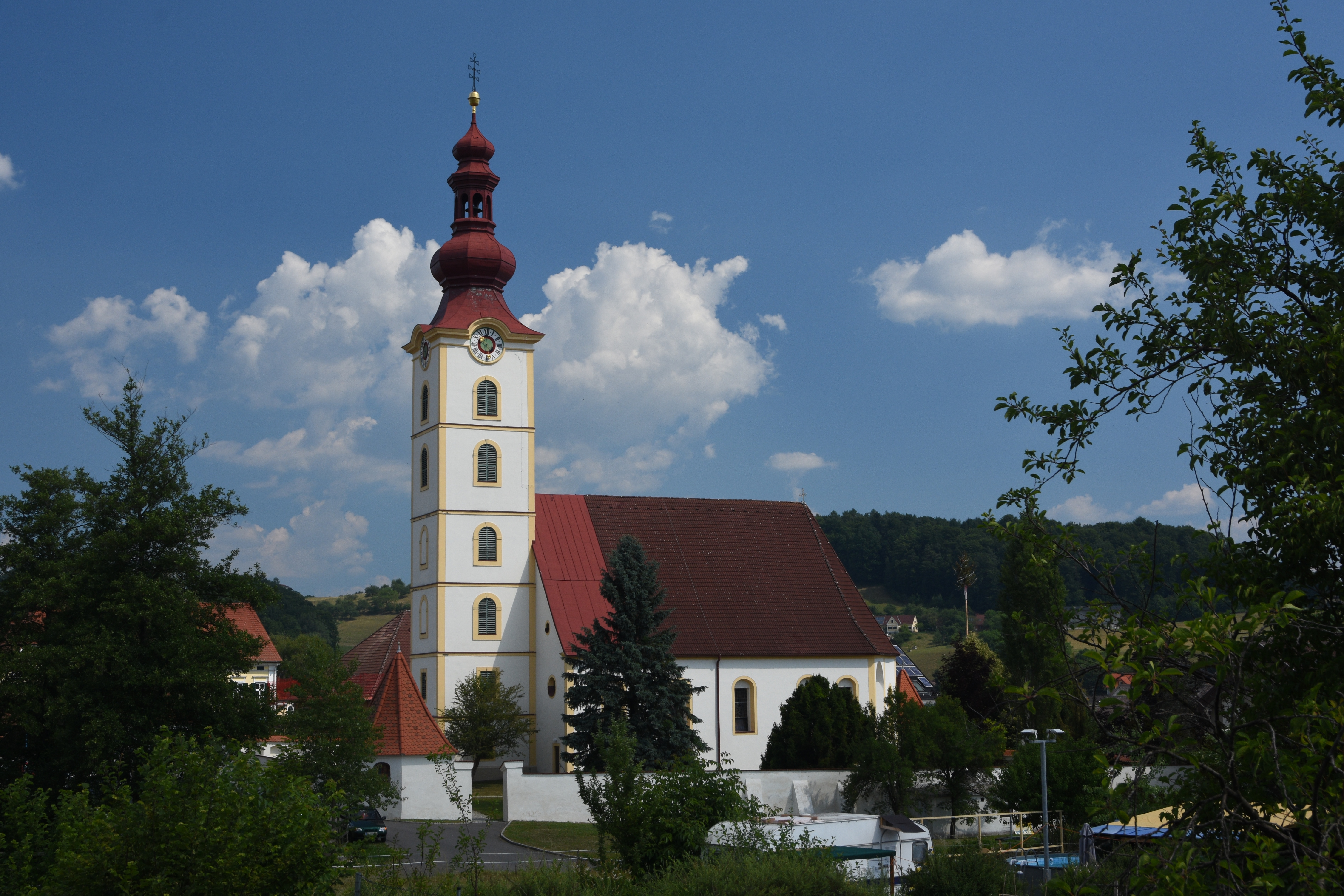
Katholische Pfarrkirche hl. Johannes der Täufer in Kirchbach in Steiermark

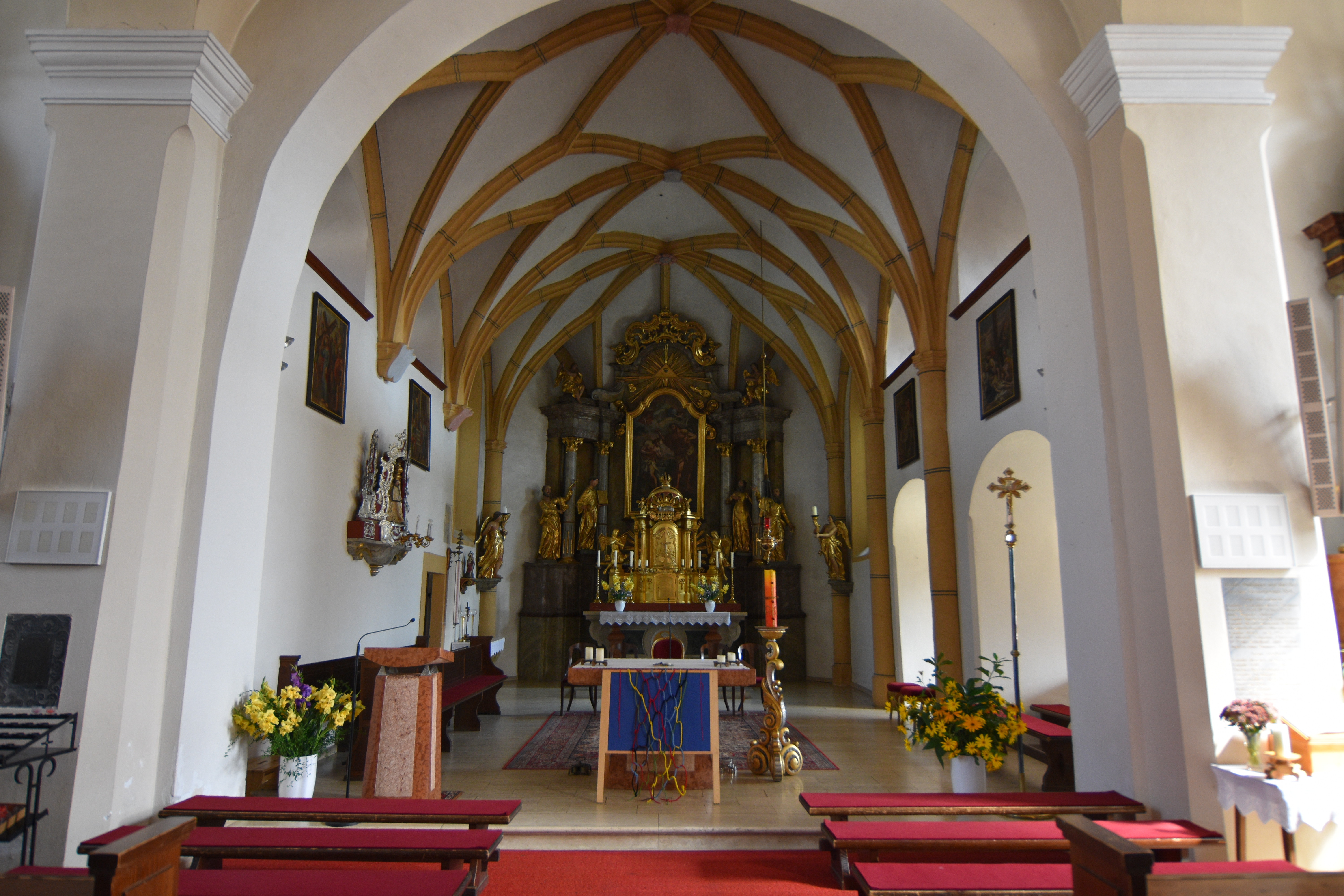
Langhaus, Blick zum Chor

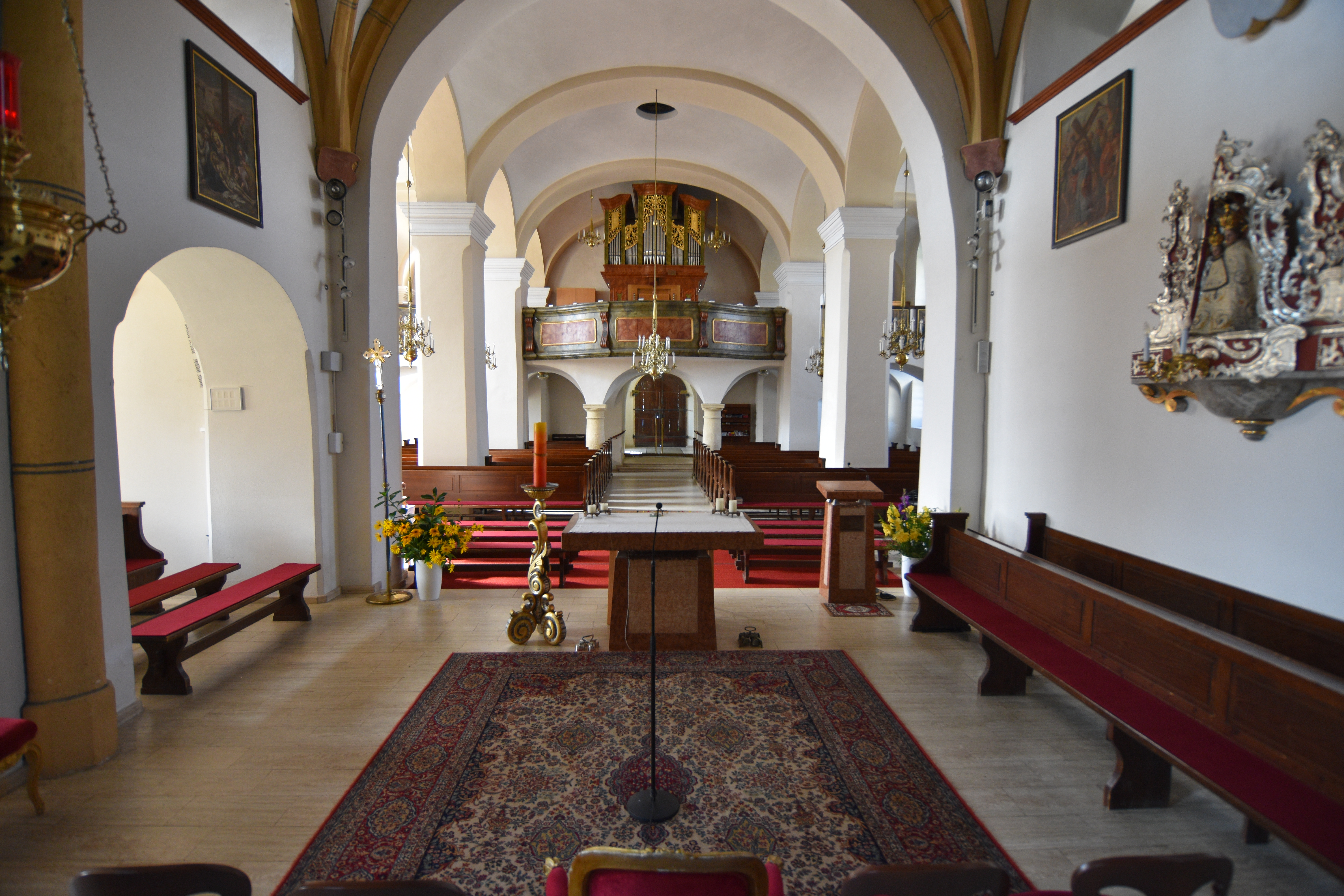
Langhaus, Blick zur Empore

Die römisch-katholische Pfarrkirche Kirchbach in Steiermark steht in der Ortschaft Kirchbach in Steiermark der Gemeinde Kirchbach-Zerlach im Bezirk Südoststeiermark in der Steiermark. Die dem Patrozinium des heiligen Johannes der Täufers unterstellte Pfarrkirche gehört zur Region Steiermark Mitte (Dekanat Graz-Land) in der Diözese Graz-Seckau. Die Kirche steht unter Denkmalschutz (Listeneintrag).

## Geschichte
Urkundlich wurde 1240 eine Kirche genannt, 1295 die Pfarre.
Der wohl gotische Neubau entstand im vierten Viertel des 15. Jahrhunderts. Von 1830 bis 1836 wurde die Kirche erweitert und von 1957 bis 1960 restauriert.

## Architektur
Der vorgestellte im Kern wohl gotische Westturm trägt einen gegliederten Zwiebelhelm aus dem Jahr 1836.
Der dreijochige dreischiffige Langhaus hat Platzlgewölbe auf Gurten und Pfeilern von 1830. Der gotische zweijochige Chor mit einem Fünfachtelschluss hat ein Rautensterngewölbe auf kräftigen Wanddiensten. Der Chor hat beidseits Oratorien.
Im Chor befindet sich über dem Sakristeiportal der Rest eines spätgotischen Freskos.

## Einrichtung
Die Einrichtung ist überwiegend spätbarock.
Der Hochaltar mit einem Säulenaufbau trägt Figuren des Bildhauers Johann Piringer von 1762 und zeigt das gleichzeitige Bild Taufe Christi. Die zwei Seitenaltäre hl. Sebastian und Rosenkranz-Maria tragen Figuren von Veit Königer 1763.
Die Kanzel entstand Ende des 18. Jahrhunderts.
Das Gehäuse der Orgel stammt aus 1770 von Kaspar Mitterreither, das Werk aus 2002 wurde von Anton Škrabl in Slowenien gebaut.

## Grabdenkmäler
Es gibt Grabsteine von 1540 und 1669.

## Kirchhof

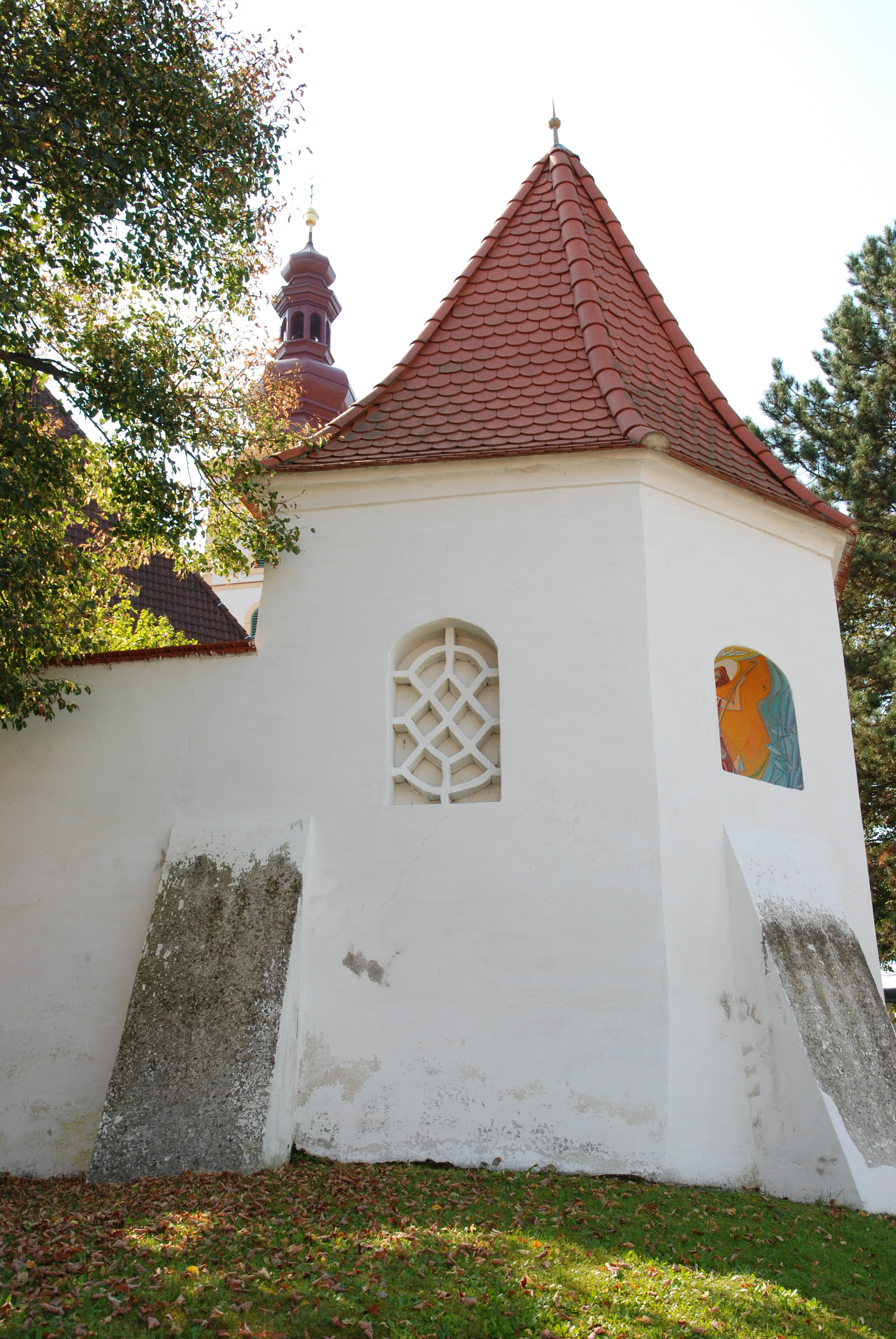
Initienkapelle in einer Kirchhofecke

Der Kirchhof um die Kirche ist rechteckig, die Ummauerung hat eine nach innen abgedeckte Mauerkrone und 138 Nischen. In den Ecken stehen Initienkapellen mit den Jahresangaben 1666, 1667 und 1669. An der Nordwestecke befindet sich außen ein Wappenstein der Strobl von 1667 und darüber ein Fresko Maria mit Kind aus der zweiten Hälfte des 18. Jahrhunderts. Das spitzbogige Portal an der Ostseite ist mit 1747 bezeichnet und wurde 1808 erneuert.